# Und ihr?

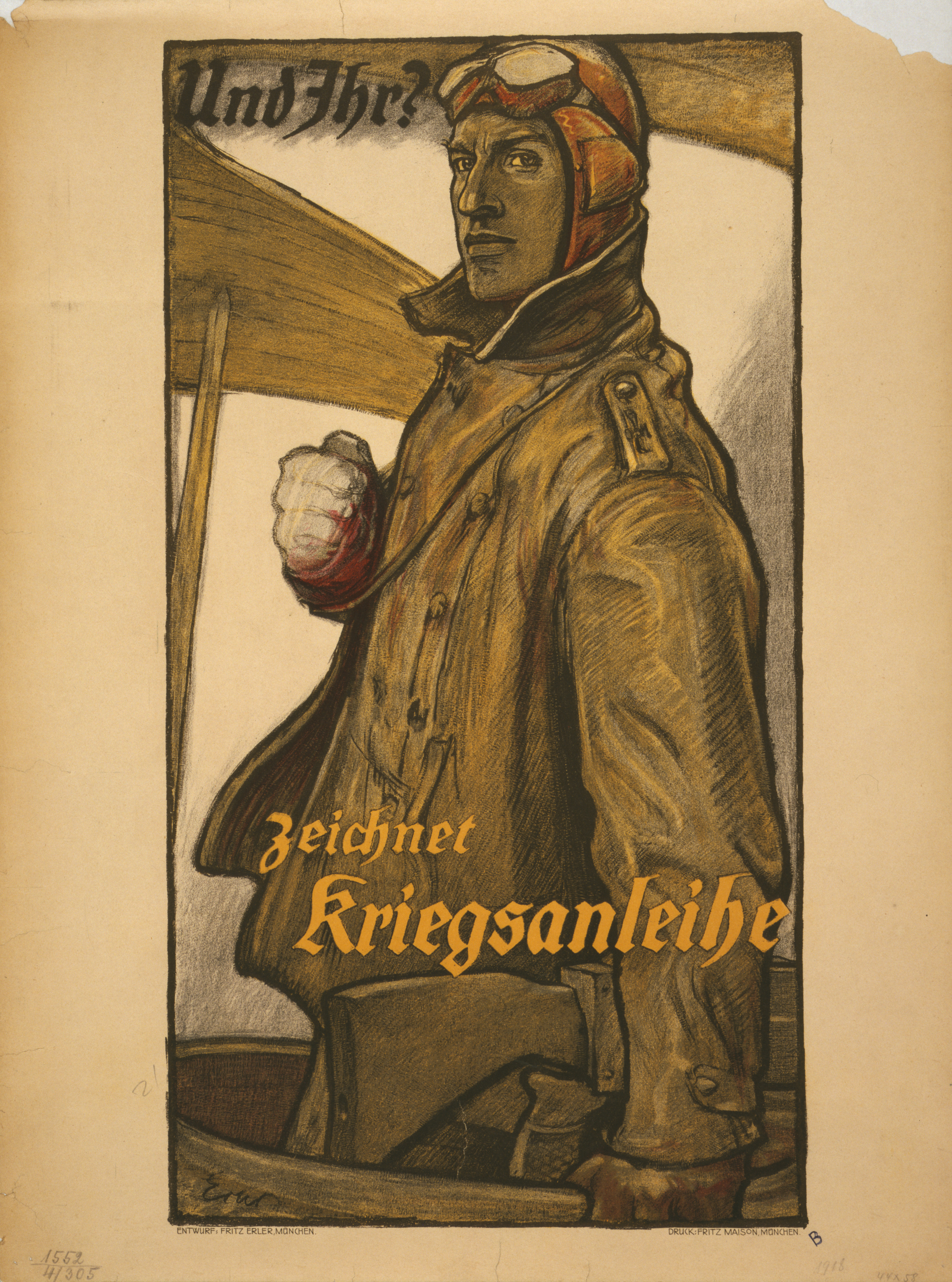
Und Ihr? von Fritz Erler

Und ihr? war ein Werbeplakat für die siebte deutsche Kriegsanleihe des Deutschen Reiches im dritten Jahr (Herbst 1917) des Ersten Weltkrieges. Geschaffen wurde es von Fritz Erler.

## Beschreibung
Wie bereits der Vorläufer Helft uns siegen, zeigt das Bildwerk einem holzschnittartigen expressionistischen Stil. Es zeigte noch immer einen Soldaten, aber dieses Mal nicht von der Infanterie, sondern von den Luftstreitkräften, die zwar noch keine eigene Waffengattung bildeten und dem Heer angeschlossen waren, aber jedermann durch tollkühne und draufgängerische Taten bekannt waren. Der leicht verletzte Soldat blickt den Betrachter fordernd an und fragt schlicht: „Und ihr?“ Wieder kommt dem Blick des Soldaten die maßgebliche Bedeutung für die Wirkung des Plakates zu. Die künstlerische Ausgestaltung wurde kritisiert und als ein Rückschritt zum Vorgänger bezeichnet, dennoch tat es der Wirkung keinen Abbruch. Durch das einprägsame Bild und dem kurzen Text wurde die eigentliche Botschaft gut an den Mann gebracht.

## Geschichte
Die deutsche Kriegsführung sollte im dritten Kriegsjahr vor allem durch Kriegsanleihen finanziert werden, die jeweils halbjährlich ausgegeben wurden. Doch die insgesamt neun Kriegsanleihen deckten nur etwa die Hälfte der Kriegskosten. Die Oberste Heeresleitung plante im kommenden Kriegsjahr, nach dem Wegfall der Ostfront durch den Friedensvertrag von Brest-Litowsk, mit der Deutschen Frühjahrsoffensive 1918 die Entscheidung auf dem Schlachtfeld zu erzwingen. Deshalb wurde bei der Ausgabe der siebten Kriegsanleihe der Werbeaufwand noch mal erheblich gesteigert. Aus dem gleichen Grunde wurde Ende 1917 die UFA gegründet. Das Plakat „Und ihr?“ von Erler wurde wieder zum Hauptplakat gekürt. Die Plakate wurden nahezu überall aufgehängt, auch am Brandenburger Tor und Berliner Stadtschloss.